# Skład manewrowy
Skład manewrowy – pojazdy kolejowe sprzęgnięte z pojazdem kolejowym z napędem lub zespół trakcyjny wykonujący manewry. Pojazd kolejowy z napędem może znajdować się za, przed lub między pojazdami kolejowymi.
Przy wykonywaniu manewrów pojazd trakcyjny powinien znajdować się na początku lub na końcu składu manewrowego, a na spadku – w miarę możliwości – od strony spadku. Wyjątkowo podczas manewrów wykonywanych na pochyleniu nie większym niż 2,5‰, pojazd trakcyjny może znajdować się między przetaczanymi wagonami pod warunkiem, że nie będzie stosowane odrzucanie.